# Rosetta Salomon Swaab
Rosetta Salomon Swaab, född 1759, död 1825, var en nederländsk cirkusartist. 
Hon var gift med lindansaren och ryttaren Lion Kinsbergen (ca. 1750-1813), och blev jämsides med honom en berömd cirkusartist i Nederländerna, där de hade sin bas i Amsterdam. Hon var lindansös och utförde konster på hästryggen. Efter makens död tog hon över hans cirkussällskap.